# Georgi Minczew (piłkarz, ur. 1995)
Georgi Płamenow Minczew (bułg. Георги Пламенов Минчев, ur. 20 kwietnia 1995 w Ruse) – bułgarski piłkarz, grający na pozycji środkowego napastnika w łotewskim klubie FK Auda, do którego jest wypożyczony z Riga FC, oraz reprezentacji Bułgarii.
Wychowanek Liteksu Łowecz, w którym rozpoczął seniorską karierę. Grał także w CSKA Sofia, Carsko Seło Sofia, Łokomotiwie Płowdiw i Riga FC.

## Sukcesy

### Klubowe
Łokomotiw Płowdiw
- Zdobywca Pucharu Bułgarii: 2020/2021

Riga FC
- Zdobywca Pucharu Łotwy: 2022

### Indywidualne
- Król strzelców Wtorej PFL: 2018/2019 (29 goli)